# Nevería Sector Norte
Nevería Sector Norte är en ort i Mexiko.   Den ligger i kommunen Huimilpan och delstaten Querétaro Arteaga, i den centrala delen av landet, 160 km nordväst om huvudstaden Mexico City. Nevería Sector Norte ligger 2 353 meter över havet och antalet invånare är 134.
Terrängen runt Nevería Sector Norte är huvudsakligen kuperad, men åt sydväst är den platt. Runt Nevería Sector Norte är det ganska tätbefolkat, med 78 invånare per kvadratkilometer. Närmaste större samhälle är Huimilpan, 3,7 km norr om Nevería Sector Norte. I omgivningarna runt Nevería Sector Norte växer huvudsakligen savannskog.